# NGO Instituut voor Kaderontwikkeling en Onderzoek in Suriname
NGO Instituut voor Kaderontwikkeling en Onderzoek in Suriname (NIKOS, Nikos) is een Surinaams instituut. Het is onder de bevolking vooral bekend om de opiniepeilingen, zoals in aanloop naar de verkiezingen in Suriname.
Daarnaast richt het zich in het algemeen op het onderzoek naar maatschappelijke processen en de versterking van de niet-commerciële particuliere sector. NIKOS werd in 1997 opgericht door Marten Schalkwijk. Onderzoeken kunnen variëren van de omvang van criminaliteit tot de kosten voor elektriciteit en ziektekosten, en van etnische sentimenten tot het vertrouwen in religieuze instituten.
Samen met het Nederlandse Berenschot richtte Nikos de Uitvoeringsorganisatie Twinningfaciliteit Suriname Nederland (UTSN) op die de ontwikkelingsgelden van Nederland in de jaren 2010 implementeert.